# NGC 2675
NGC 2675 je galaksija u zviježđu Velikom medvjedu.

## Vanjske poveznice
- SEDS: NGC 2675